# Championnats du monde juniors de patinage artistique 2000
Navigation
Édition précédente Édition suivante
Les Championnats du monde juniors de patinage artistique 2000 ont lieu du 5 au 12 mars 2000 au Eissport Zentrum d'Oberstdorf en Allemagne.

## Qualifications
Les patineurs sont éligibles à l'épreuve s'ils représentent une nation membre de l'Union internationale de patinage (International Skating Union en anglais) et s'ils ont atteint l'âge de 13 ans et pas encore 19 ans avant le 1er juillet 1999, sauf pour les messieurs qui participent au patinage en couple et à la danse sur glace où l'âge maximum est de 21 ans. Les fédérations nationales sélectionnent leurs patineurs en fonction de leurs propres critères.
Sur la base des résultats des championnats du monde juniors 1999, l'Union internationale de patinage autorise chaque pays à avoir de une à trois inscriptions par discipline.
| Nombre d'inscriptions                                             | Messieurs                       | Dames                                  | Couples                   | Danse sur glace               |
| ----------------------------------------------------------------- | ------------------------------- | -------------------------------------- | ------------------------- | ----------------------------- |
| 3                                                                 | France Japon Russie             | Russie États-Unis                      | Russie Ukraine États-Unis | Italie Ukraine États-Unis     |
| 2                                                                 | Canada Chine Géorgie États-Unis | Allemagne Hongrie Japon Pologne Suisse | Canada Chine Estonie      | France Hongrie Pologne Russie |
| Si non répertorié ci-dessus, une seule inscription est autorisée. |                                 |                                        |                           |                               |

Pour la huitième année, l'Union internationale de patinage impose une ronde des qualifications pour les catégories individuelles masculine et féminine. Les qualifications sont divisées en deux groupes A et B. Pour ces mondiaux juniors 2000, le top 15 de chaque groupe accède au programme court, puis le top 24 accède au programme libre. Les scores des qualifications comptent pour le score final.

## Podiums
| Épreuves                            | Or                                   | Argent                             | Bronze                          |
| ----------------------------------- | ------------------------------------ | ---------------------------------- | ------------------------------- |
| Messieurs résultats détaillés       | Stefan Lindemann                     | Vincent Restencourt                | Matthew Savoie                  |
| Dames résultats détaillés           | Jennifer Kirk                        | Deanna Stellato                    | Sarah Meier                     |
| Couples résultats détaillés         | Aljona Savchenko / Stanislav Morozov | Julia Obertas / Dmitri Palamarchuk | Julia Shapiro / Alexei Sokolov  |
| Danse sur glace résultats détaillés | Natalia Romaniuta / Daniil Barantsev | Emilie Nussear / Brandon Forsyth   | Tanith Belbin / Benjamin Agosto |

## Tableau des médailles
| Rang  | Nation     | Or | Argent | Bronze | Total |
| ----- | ---------- | -- | ------ | ------ | ----- |
| 1     | États-Unis | 1  | 2      | 2      | 5     |
| 2     | Ukraine    | 1  | 1      | 0      | 2     |
| 3     | Russie     | 1  | 0      | 1      | 2     |
| 4     | Allemagne  | 1  | 0      | 0      | 1     |
| 5     | France     | 0  | 1      | 0      | 1     |
| 6     | Suisse     | 0  | 0      | 1      | 1     |
| Total | Total      | 4  | 4      | 4      | 12    |

## Détails des compétitions
Pour la saison 1999/2000, les calculs des points se font selon la méthode suivante :
- chez les Messieurs et les Dames (0.4 point par place pour les qualifications, 0.6 point par place pour le programme court, 1 point par place pour le programme libre)
- chez les Couples artistiques (0.5 point par place pour le programme court, 1 point par place pour le programme libre)
- en danse sur glace (0.4 point par place pour les deux danses imposées, 0.6 point par place pour la danse originale, 1 point par place pour la danse libre)

### Messieurs
| Rang                                        | Nom                  | Nation      | Points | Qualif. A | Qualif. B | Prog. court | Prog. libre |
| ------------------------------------------- | -------------------- | ----------- | ------ | --------- | --------- | ----------- | ----------- |
| 1                                           | Stefan Lindemann     | Allemagne   | 3.6    |           | 1         | 2           | 2           |
| 2                                           | Vincent Restencourt  | France      | 4.0    |           | 3         | 3           | 1           |
| 3                                           | Matthew Savoie       | États-Unis  | 4.4    | 2         |           | 1           | 3           |
| 4                                           | Ilia Klimkin         | Russie      | 6.8    | 1         |           | 4           | 4           |
| 5                                           | Ryan Bradley         | États-Unis  | 9.2    | 3         |           | 5           | 5           |
| 6                                           | Gao Song             | Chine       | 11.2   | 4         |           | 6           | 6           |
| 7                                           | Fedor Andreev        | Canada      | 14.6   |           | 4         | 10          | 7           |
| 8                                           | Soshi Tanaka         | Japon       | 16.0   |           | 2         | 12          | 8           |
| 9                                           | Andriy Kyforenko     | Ukraine     | 18.0   |           | 6         | 11          | 9           |
| 10                                          | Stéphane Lambiel     | Suisse      | 19.4   |           | 9         | 8           | 11          |
| 11                                          | Lukáš Rakowski       | Tchéquie    | 21.4   | 8         |           | 7           | 14          |
| 12                                          | Ma Xiaodong          | Chine       | 21.6   | 5         |           | 16          | 10          |
| 13                                          | Kensuke Nakaniwa     | Japon       | 24.2   | 7         |           | 9           | 16          |
| 14                                          | Cyril Brun           | France      | 24.6   |           | 8         | 14          | 13          |
| 15                                          | Brian Joubert        | France      | 25.2   | 6         |           | 13          | 15          |
| 16                                          | Denis Balandin       | Russie      | 26.0   | 11        |           | 16          | 12          |
| 17                                          | Alan Street          | Royaume-Uni | 29.8   |           | 5         | 18          | 17          |
| 18                                          | Nicholas Young       | Canada      | 30.8   |           | 7         | 15          | 19          |
| 19                                          | Karel Zelenka        | Italie      | 33.0   | 9         |           | 19          | 18          |
| 20                                          | Andrei Lezin         | Russie      | 36.6   |           | 10        | 21          | 20          |
| 21                                          | Juraj Sviatko        | Slovaquie   | 38.8   | 12        |           | 20          | 22          |
| 22                                          | Kristoffer Berntsson | Suède       | 39.4   | 13        |           | 22          | 21          |
| 23                                          | Gregor Urbas         | Slovénie    | 42.2   |           | 12        | 24          | 23          |
| 24                                          | Eiji Iwamoto         | Japon       | 42.2   |           | 11        | 23          | 24          |
| Patineurs éliminés après le programme court |                      |             |        |           |           |             |             |
| 25                                          | Stanimir Todorov     | Bulgarie    |        | 10        |           | 26          | NC          |
| 26                                          | Kevin Van Der Perren | Belgique    |        |           | 13        | 25          | NC          |
| 27                                          | Igor Rolinski        | Biélorussie |        | 15        |           | 27          | NC          |
| 28                                          | Peter Nicholas       | Australie   |        |           | 15        | 28          | NC          |
| 29                                          | Bartosz Domański     | Pologne     |        | 14        |           | 29          | NC          |
| 30                                          | Balint Miklos        | Roumanie    |        |           | 14        | 30          | NC          |
| Patineurs éliminés après les qualifications |                      |             |        |           |           |             |             |
| 31                                          | Maurice Lim          | Pays-Bas    |        |           | 16        | NC          | NC          |
| 31                                          | Vadim Akolzin        | Israël      |        | 16        |           | NC          | NC          |
| 33                                          | Bertalan Zakany      | Hongrie     |        |           | 17        | NC          | NC          |
| 33                                          | Christian Horvath    | Autriche    |        | 17        |           | NC          | NC          |
| 35                                          | Aleksei Saks         | Estonie     |        | 18        |           | NC          | NC          |
| 35                                          | Tomas Katukevičius   | Lituanie    |        |           | 18        | NC          | NC          |
| 37                                          | Maurizio Medellin    | Mexique     |        | 19        |           | NC          | NC          |
| 37                                          | Miguel Ballesteros   | Espagne     |        |           | 19        | NC          | NC          |
| 39                                          | Karlo Požgajčić      | Croatie     |        |           | 20        | NC          | NC          |
| 39                                          | Tayfun Anar          | Turquie     |        | 20        |           | NC          | NC          |
| 31                                          | Panagiotis Zoidis    | Grèce       |        | 21        |           | NC          | NC          |
| Forfait                                     | Andrei Dobrokhodov   | Azerbaïdjan |        | NC        | NC        | NC          | NC          |

### Dames
| Rang                                          | Nom                      | Nation           | Points | Qualif. A | Qualif. B | Prog. court | Prog. libre |
| --------------------------------------------- | ------------------------ | ---------------- | ------ | --------- | --------- | ----------- | ----------- |
| 1                                             | Jennifer Kirk            | États-Unis       | 2.6    | 1         |           | 2           | 1           |
| 2                                             | Deanna Stellato          | États-Unis       | 3.0    |           | 1         | 1           | 2           |
| 3                                             | Sarah Meier              | Suisse           | 7.0    | 3         |           | 3           | 4           |
| 4                                             | Tamara Dorofejev         | Hongrie          | 7.4    | 2         |           | 6           | 3           |
| 5                                             | Elina Kettunen           | Finlande         | 11.0   |           | 5         | 5           | 6           |
| 6                                             | Sasha Cohen              | États-Unis       | 11.2   |           | 2         | 9           | 5           |
| 7                                             | Yukari Nakano            | Japon            | 12.6   |           | 3         | 4           | 9           |
| 8                                             | Daria Timoshenko         | Russie           | 16.4   | 7         |           | 11          | 7           |
| 9                                             | Susanne Stadlmüller      | Allemagne        | 19.4   | 13        |           | 7           | 10          |
| 10                                            | Irina Tkatchuk           | Russie           | 20.4   | 9         |           | 8           | 12          |
| 11                                            | Marianne Dubuc           | Canada           | 20.6   | 4         |           | 10          | 13          |
| 12                                            | Mikkeline Kierkgaard     | Danemark         | 21.2   | 6         |           | 18          | 8           |
| 13                                            | Fang Dan                 | Chine            | 22.2   |           | 7         | 14          | 11          |
| 14                                            | Sabina Wojtala           | Pologne          | 23.6   |           | 6         | 12          | 14          |
| 15                                            | Carina Chen              | Taipei chinois   | 24.8   | 5         |           | 13          | 15          |
| 16                                            | Natalia Rizhova          | Russie           | 27.2   |           | 4         | 16          | 16          |
| 17                                            | Andrea Diewald           | Allemagne        | 30.4   |           | 8         | 17          | 17          |
| 18                                            | Svitlana Pylypenko       | Ukraine          | 32.6   | 8         |           | 19          | 18          |
| 19                                            | Hristina Vassileva       | Bulgarie         | 32.6   |           | 9         | 15          | 20          |
| 20                                            | Julia Lautowa            | Autriche         | 36.8   |           | 10        | 23          | 19          |
| 21                                            | Dirke O'Brien Baker      | Nouvelle-Zélande | 39.0   |           | 11        | 21          | 22          |
| 22                                            | Sara Falotico            | Belgique         | 39.8   | 12        |           | 20          | 23          |
| 23                                            | Åsa Persson              | Suède            | 40.2   |           | 12        | 24          | 21          |
| 24                                            | Chisato Shiina           | Japon            | 42.8   |           | 14        | 22          | 24          |
| Patineuses éliminées après le programme court |                          |                  |        |           |           |             |             |
| 25                                            | Stephanie Zhang          | Australie        |        | 11        |           | 26          | NC          |
| 26                                            | Park Bit-na              | Corée du Sud     |        |           | 13        | 25          | NC          |
| 27                                            | Anna Jurkiewicz          | Pologne          |        | 10        |           | 28          | NC          |
| 28                                            | Julie Cortial            | France           |        | 14        |           | 27          | NC          |
| 29                                            | Karen Venhuizen          | Pays-Bas         |        | 15        |           | 29          | NC          |
| 30                                            | Katalin Szakall          | Hongrie          |        |           | 15        | 30          | NC          |
| Patineuses éliminées après les qualifications |                          |                  |        |           |           |             |             |
| 31                                            | Christine Lee            | Hong Kong        |        |           | 16        | NC          | NC          |
| 31                                            | Ivana Hudziecová         | Tchéquie         |        | 16        |           | NC          | NC          |
| 33                                            | Jennifer Holmes          | Royaume-Uni      |        |           | 17        | NC          | NC          |
| 33                                            | Lucie-Anne Blazek        | Suisse           |        | 17        |           | NC          | NC          |
| 35                                            | Gintarė Vostrecovaitė    | Lituanie         |        | 18        |           | NC          | NC          |
| 35                                            | Diana Janostakova        | Slovaquie        |        |           | 18        | NC          | NC          |
| 37                                            | Maria Levitan            | Estonie          |        |           | 19        | NC          | NC          |
| 37                                            | Anja Beslic              | Slovénie         |        | 19        |           | NC          | NC          |
| 39                                            | Quinn Wilmans            | Afrique du Sud   |        |           | 20        | NC          | NC          |
| 39                                            | Roxana Luca              | Roumanie         |        | 20        |           | NC          | NC          |
| 41                                            | Siliva Marcela Rodriguez | Mexique          |        |           | 21        | NC          | NC          |
| 41                                            | Ines Pavlekovic          | Croatie          |        |           | 21        | NC          | NC          |
| 41                                            | Paola Pasetto            | Italie           |        | 21        |           | NC          | NC          |
| 44                                            | Konstantina Livanou      | Grèce            |        | 22        |           | NC          | NC          |
| 45                                            | Olga Morato              | Espagne          |        | 23        |           | NC          | NC          |
| 45                                            | Ksenija Jastsenjski      | RF Yougoslavie   |        |           | 23        | NC          | NC          |
| 47                                            | Özen Pervan              | Turquie          |        |           | 24        | NC          | NC          |

### Couples
| Rang                                      | Nom                                   | Nation         | Points | Prog. court | Prog. libre |
| ----------------------------------------- | ------------------------------------- | -------------- | ------ | ----------- | ----------- |
| 1                                         | Aljona Savchenko / Stanislav Morozov  | Ukraine        | 2.0    | 2           | 1           |
| 2                                         | Julia Obertas / Dmitri Palamarchuk    | Ukraine        | 2.5    | 1           | 2           |
| 3                                         | Julia Shapiro / Alexei Sokolov        | Russie         | 5.5    | 3           | 4           |
| 4                                         | Zhang Dan / Zhang Hao                 | Chine          | 6.5    | 7           | 3           |
| 5                                         | Amanda Magarian / Jered Guzman        | États-Unis     | 7.5    | 5           | 5           |
| 6                                         | Elena Riabchuk / Stanislav Zakharov   | Russie         | 9.0    | 6           | 6           |
| 7                                         | Milica Brozovic / Anton Nimenko       | Russie         | 10.0   | 4           | 8           |
| 8                                         | Chantal Poirier / Craig Buntin        | Canada         | 11.5   | 9           | 7           |
| 9                                         | Viktoria Shklover / Valdis Mintals    | Estonie        | 15.0   | 8           | 11          |
| 10                                        | Claudia Rauschenbach / Robin Szolkowy | Allemagne      | 16.0   | 12          | 10          |
| 11                                        | Ding Yang / Ren Zhongfei              | Chine          | 17.0   | 16          | 9           |
| 12                                        | Diana Riskova / Vladimir Futas        | Slovaquie      | 17.0   | 10          | 12          |
| 13                                        | Larissa Spielberg / Craig Joeright    | États-Unis     | 18.5   | 11          | 13          |
| 14                                        | Sabrina Lefrançois / Jérôme Blanchard | France         | 21.0   | 14          | 14          |
| 15                                        | Jessica Waldstein / Garrett Lucash    | États-Unis     | 21.5   | 13          | 15          |
| 16                                        | Virginia Toombs / James Johnson       | Canada         | 23.5   | 15          | 16          |
| 17                                        | Maria Krasiltseva / Artem Znachkov    | Arménie        | 26.0   | 18          | 17          |
| 18                                        | Rebecca Corne / Richard Rowlands      | Royaume-Uni    | 27.5   | 19          | 18          |
| 19                                        | Irina Shabanov / Artem Knyazev        | Ouzbékistan    | 27.5   | 17          | 19          |
| 20                                        | Tatjana Zaharjeva / Jurijs Salmanov   | Lettonie       | 30.0   | 20          | 20          |
| Couples éliminés après le programme court |                                       |                |        |             |             |
| 21                                        | Radka Zlatohlávková / Karel Štefl     | Tchéquie       |        | 21          | NC          |
| 22                                        | Ivana Durin / Andrej Maksimov         | RF Yougoslavie |        | 22          | NC          |

### Danse sur glace
| Rang                                                | Nom                                     | Nation             | Points | Danse imposée 1 | Danse imposée 2 | Danse originale | Danse libre |
| --------------------------------------------------- | --------------------------------------- | ------------------ | ------ | --------------- | --------------- | --------------- | ----------- |
| 1                                                   | Natalia Romaniuta / Daniil Barantsev    | Russie             | 2.0    | 1               | 1               | 1               | 1           |
| 2                                                   | Emilie Nussear / Brandon Forsyth        | États-Unis         | 4.2    | 2               | 3               | 2               | 2           |
| 3                                                   | Tanith Belbin / Benjamin Agosto         | États-Unis         | 5.8    | 3               | 2               | 3               | 3           |
| 4                                                   | Flavia Ottaviani / Massimo Scali        | Italie             | 8.6    | 5               | 6               | 4               | 4           |
| 5                                                   | Kristina Kobaladze / Oleg Voiko         | Ukraine            | 9.6    | 4               | 4               | 5               | 5           |
| 6                                                   | Svetlana Kulikova / Arseni Markov       | Russie             | 11.8   | 6               | 5               | 6               | 6           |
| 7                                                   | Nelly Gourvest / Cedric Pernet          | France             | 14.0   | 7               | 7               | 7               | 7           |
| 8                                                   | Valentina Anselmi / Fabrizio Pedrazzini | Italie             | 16.6   | 9               | 10              | 8               | 8           |
| 9                                                   | Brenda Key / Ryan Smith                 | Canada             | 18.0   | 10              | 8               | 9               | 9           |
| 10                                                  | Elena Khaliavina / Maksim Chabaline     | Russie             | 19.4   | 8               | 9               | 10              | 10          |
| 11                                                  | Roxane Petetin / Matthieu Jost          | France             | 22.2   | 12              | 11              | 11              | 11          |
| 12                                                  | Jesica Valentine / Matthew Kossack      | États-Unis         | 23.8   | 11              | 12              | 12              | 12          |
| 13                                                  | Lucie Kadlčáková / Hynek Bílek          | Tchéquie           | 27.0   | 13              | 15              | 14              | 13          |
| 14                                                  | Victoria Polzykina / Alexander Shakalov | Ukraine            | 27.4   | 15              | 13              | 13              | 14          |
| 15                                                  | Christina Beier / William Beier         | Allemagne          | 29.6   | 14              | 14              | 15              | 15          |
| 16                                                  | Gloria Agogliati / Alessandro Italiano  | Italie             | 32.6   | 16              | 19              | 16              | 16          |
| 17                                                  | Nóra Hoffmann / Attila Elek             | Hongrie            | 34.6   | 19              | 18              | 17              | 17          |
| 18                                                  | Alla Beknazarova / Yuriy Kocherzhenko   | Ukraine            | 35.8   | 18              | 17              | 18              | 18          |
| 19                                                  | Eve Bentley / Andrew Hallam             | Royaume-Uni        | 37.6   | 17              | 16              | 20              | 19          |
| 20                                                  | Yang Tae-hwa / Chuen-Gun Lee            | Corée du Sud       | 40.4   | 23              | 22              | 19              | 20          |
| 21                                                  | Yang Fang / Gao Chongbo                 | Chine              | 42.0   | 21              | 21              | 21              | 21          |
| 22                                                  | Agata Rosłońska / Michał Tomaszewski    | Pologne            | 43.2   | 20              | 20              | 22              | 22          |
| 23                                                  | Dominika Polakowska / Marcin Trębacki   | Pologne            | 46.8   | 22              | 23              | 23              | 24          |
| 24                                                  | Petra Nemethi / Daniel Gal              | Hongrie            | 47.0   | 24              | 24              | 24              | 23          |
| Couples de danse éliminés après la danse originale  |                                         |                    |        |                 |                 |                 |             |
| 25                                                  | Daniela Keller / Fabian Keller          | Suisse             |        | 29              | 27              | 25              | NC          |
| 26                                                  | Tatiana Sinaver / Tornike Tukvadze      | Géorgie            |        | 25              | 28              | 26              | NC          |
| 27                                                  | Jessica Huot / Juha Valkama             | Finlande           |        | 26              | 25              | 27              | NC          |
| 28                                                  | Barbara Herzog / David Vincour          | Autriche           |        | 28              | 29              | 28              | NC          |
| 29                                                  | Kamilla Szolnoki / Dejan Illes          | Croatie            |        | 27              | 31              | 29              | NC          |
| 30                                                  | Marina Timofejeva / Jevgeni Striganov   | Estonie            |        | 30              | 26              | 30              | NC          |
| Couples de danse éliminés après les danses imposées |                                         |                    |        |                 |                 |                 |             |
| 31                                                  | Marina Galic / Denis Bejnar             | Bosnie-Herzégovine |        | 32              | 30              | NC              | NC          |
| 32                                                  | Olga Akimova / Andrey Driganov          | Ouzbékistan        |        | 31              | 32              | NC              | NC          |
| 33                                                  | Alexandra Martin / Daniel Price         | Australie          |        | 33              | 33              | NC              | NC          |
| 34                                                  | Elena Jegorova / Aurimas Radisauskas    | Lituanie           |        | 34              | 34              | NC              | NC          |